# Farther Along
| 전문가 평가              | 전문가 평가 |
| 평가 점수                | 평가 점수   |
| 출처                     | 점수        |
| ------------------------ | ----------- |
| Allmusic                 | [ 1 ]       |
| Christgau's Record Guide | C           |
| Entertainment Weekly     | B+          |

《Farther Along》은 미국의 록 밴드 버즈의 열한 번째 음반으로 1971년 11월 17일, 컬럼비아 레코드에서 발매되었다. 대부분의 경우, 이 음반은 1971년 7월, 작업 집약적인 5일 동안 영국 런던에서 버즈가 직접 녹음하고 제작하였다. 이 음반은 버즈의 이전 음반인 《Byrdmaniax》의 상업적 실패에 대한 반응과 음반이 음악 언론에서 받고 있다는 비판을 막기 위한 시도로 빠르게 발매되었다.
《Byrdmaniax》는 많은 양의 오케스트레이션을 특징으로 했는데, 프로듀서 테리 멜처가 밴드의 동의 없이 음반에 적용했다고 한다. 밴드는 이것에 불만을 품고 있었고, 《Farther Along》은 그들이 멜처의 과도한 제작이라고 생각하는 것에 대한 그들의 대답일 뿐만 아니라, 그들이 《Byrdmaniax》보다 우월하다고 생각하는 음반을 제작할 수 있다는 것을 증명하기 위한 시도였다. 밴드 전기 작가 조니 로건은 《Farther Along》을 계획하고 녹음한 빠른 속도가 밴드 자신들이 불만족스러워했고, 《Byrdmaniax》가 가한 그들의 평판의 손상을 되돌리지 못한 LP를 발매했다고 제안했다.
발매와 동시에, 그 음반은 빌보드 200 차트에서 152위에 오르는 데 그쳤고, 영국 음반 차트에 완전히 진입하는 데 실패했다. 그 음반에서 가져온 싱글 〈America's Great National Pastime〉은 1971년 11월 29일에 발매되었지만, 미국이나 영국에서는 차트에 진입하지 못했다. 《Farther Along》은 《Dr. Byrds & Mr. Hyde》와 함께 빌보드 200 차트에서 가장 적은 시간을 보낸 음반이라는 의심스러운 영광을 가지고 있다. 게다가, 그것은 153위를 기록한 《Dr. Byrds & Mr. Hyde》에게만 밀려 미국에서 버즈 경력 중 거의 가장 낮은 차트인 음반이었다.

## 배경
《Byrdmaniax》 음반의 발매 이후, 버즈의 프로듀서이자 매니저인 테리 멜처는 밴드의 동의 없이 그 음반에 현악기, 호른, 가스펠 합창단을 더빙했다는 비난 속에 사임했다. 멜처가 《Byrdmaniax》에 추가한 것에 대한 버즈의 짜증은 그들이 이번에는 그들이 직접 제작한 새로운 음반을 빠르게 녹음함으로써 상황을 바로잡으려고 노력하도록 자극했다. 밴드가 라이브 콘서트 서킷에서 수요가 많은 고정 요소가 되어 생긴 무거운 투어 일정에도 불구하고, 버즈는 가능한 한 빨리 또 다른 스튜디오 음반을 발매하고 싶어했다.
1971년 7월 24일, 링컨 포크 페스티벌에 출연하기 위해 영국에 도착하자마자, 버즈는 엔지니어 마이크 로스와 함께 다음 음반을 녹음하기 위해 런던 녹음 스튜디오에 예약했다. 음반을 직접 프로듀싱하기로 한 밴드의 결정은 멜처에게 그가 《Byrdmaniax》에서 했던 것보다 더 잘 할 수 있다는 것을 보여주기 위한 시도였다. 1971년 7월 22일부터 7월 28일까지 5일간 녹음한 동안, 버즈는 《Farther Along》에 나올 11곡을 모두 녹음했고, 세션 동안 밴드가 시도한 다른 곡은 없었다. 테이프는 그 후 미국으로 다시 가져왔고, 1971년 8월, 할리우드 컬럼비아 스튜디오에서 에릭 프레스티지에 의해 믹싱되었고, 노래 〈Bugler〉는 밴드의 리드 기타리스트인 클래런스 화이트로부터 추가적인 만돌린과 리드 보컬 오버더빙을 받았다.

## 곡 목록
| #  | 제목                   | 작사·작곡                    | 재생 시간 |
| -- | ---------------------- | ---------------------------- | --------- |
| 1. | 〈Tiffany Queen〉      | 로저 맥귄                    | 2:40      |
| 2. | 〈Get Down Your Line〉 | 진 파슨스                    | 3:26      |
| 3. | 〈Farther Along〉      | 민요, 클래런스 화이트 (편곡) | 2:57      |
| 4. | 〈B.B. Class Road〉    | 파슨스, 스튜어트 도슨        | 2:16      |
| 5. | 〈Bugler〉             | 래리 머레이                  | 3:06      |

| #  | 제목                                 | 작사·작곡                               | 재생 시간 |
| -- | ------------------------------------ | --------------------------------------- | --------- |
| 1. | 〈America's Great National Pastime〉 | 스킵 배틴, 킴 파울리                    | 2:57      |
| 2. | 〈Antique Sandy〉                    | 맥귄, 배틴, 파슨스, 화이트, 지미 세이터 | 2:13      |
| 3. | 〈Precious Kate〉                    | 배틴, 파울리                            | 2:59      |
| 4. | 〈So Fine〉                          | 조니 오티스                             | 2:36      |
| 5. | 〈Lazy Waters〉                      | 밥 래프킨                               | 3:32      |
| 6. | 〈Bristol Steam Convention Blues〉   | 파슨스, 화이트                          | 2:39      |